# Lasörling
Der Lasörling ist mit einer Höhe von 3098 m ü. A. der höchste Gipfel der nach ihm benannten Lasörlinggruppe, die sich zwischen dem Virgental und dem Defereggental gegenüber dem Großvenediger erstreckt.
Gelegentlich wird der Berg auch als „Großer Lasörling“ bezeichnet, da es sich um einen Doppelgipfel handelt (Südostgipfel: 3055 m ü. A.).
Der Hauptgipfel wurde früher auch Bergerspitze, der Südostgipfel auch Musspitze oder Virgen Lasörling geheißen.
Der einfachste Anstieg führt vom Virgental durch das Mullitztal über die Lasörlinghütte. Der Anstieg ist gletscherfrei, verlangt aber Trittsicherheit und weist Kletterstellen des ersten Schwierigkeitsgrads auf.

## Name
Der Name „Lasörling“ bezieht sich auf das Aussehen des Berges: Das Wort „Arl(ing)“ ist ein altes Wort für Pflugschar oder Pflug und wird als altgermanisches Wort oder Lehnwort aus dem slowenischen „oralnik“ angesehen. Der Berg wurde um das Jahr 1531 noch mit der slowenischen Endsilbe „-nik“ als „Lasornik“ bezeichnet. Für das Jahr 1670 ist die Schreibung „Lasernik“ belegt. Die Silbe „-nik“ wurde im späteren Sprachgebrauch durch „-ling“ ersetzt. Die Vorsilbe „Las-“ wird auf das (alt-)slowenische Wort für Rodung (Gereute) zurückgeführt, wie auch bei Lasnitzen, Laßnitz usw.

## Erstbesteigung
Der Lasörling wurde erstmals 1861 von Carl von Sonklar nach mehreren Versuchen über den Nordgrat bestiegen.
Nach anderen Angaben sind die Erstersteiger unbekannt, vielleicht Jäger. Die erste historisch fassbare Ersteigung erfolgte demnach durch H. v. Acken und Messgehilfen im Jahre 1854 im Zuge der Landvermessung über den heutigen Normalanstieg, den Südanstieg aus dem Glauret. Carl Sonklar bliebe nur die Erstbegehung der Ostflanke im Abstieg (1861) und des Nordwestgrats (1864).

## Routen zum Gipfel
Der gängigste Anstieg auf den Lasörling führt zunächst von der Lasörlinghütte (2293 m ü. A.) in nordwestlicher Richtung in das ehemalige Bergbaugebiet Glauret. Südlich des Gipfels zweigt der Weg nach Norden ab und führt in Serpentinen über Moränenhalden zur Lasörlingscharte (2950 m ü. A.) und schließlich zum Gipfel. Die 805 Höhenmeter können in etwa drei Stunden überwunden werden.
Der kürzeste Weg aus dem Virgental zum Gipfel führt durch das Lasnitzental in südliche und später südöstliche Richtung auf den Westgrat. Nach kurzer und leichter Kletterei auf dem Grat in östliche Richtung trifft man an der Lasörlingscharte auf den von der Lasörlinghütte kommenden Pfad.